# BMW N42
BMW N42 – silnik BMW produkowany w dwóch wersjach

## N42 B18
| Liczba cylindrów           | 4                                      |
| Średnica cylindrów         | 84 mm                                  |
| Skok tłoka                 | 81 mm                                  |
| Pojemność                  | 1796 cm³                               |
| Stopień sprężania          | 10,25:1                                |
| Moc maksymalna             | 85 kW (115 hp)                         |
| Obroty maksymalne          | 6300 obr./min (chwilowe 6500 obr./min) |
| Maksymalny moment obrotowy | 175 Nm                                 |

## N42 B20
| Liczba cylindrów           | 4                                      |
| Średnica cylindrów         | 84 mm                                  |
| Skok tłoka                 | 90 mm                                  |
| Pojemność                  | 1995 cm³                               |
| Stopień sprężania          | 10,0:1                                 |
| Moc maksymalna             | 105 kW (143 hp)                        |
| Obroty maksymalne          | 6300 obr./min (chwilowe 6500 obr./min) |
| Maksymalny moment obrotowy | 200 Nm                                 |